# 星虹控股
星虹控股有限公司，簡稱星虹控股（英語：Starbow Holdings Limited，港交所除牌時0397.HK），在2000年1月5日，從合一集團有限公司更名而來，該公司前身為「開元達利環保科技集團有限公司」。
業務當時經營環保物料產品及其他工業製造，但由於受到長期嚴重虧損，故此被康健國際投資有限公司進行收購，把旗下醫學造影儀器及檢查設施注入公司，2006年10月27日，更名為康健醫療科技控股有限公司，再到現時為中國保綠資產投資有限公司至今。

## 連結
- ChinaGogreen.com.hk